# Diocèse de Bluefields
Le diocèse de Bluefields (en latin : Dioecesis Bluefieldensis ; en espagnol : Diócesis de Bluefields) est un diocèse de l'Église catholique du Nicaragua, suffragant de l'archidiocèse de Managua.

## Territoire
Le diocèse est situé dans la région autonome de la Côte caraïbe sud excepté les communes de Bocana de Paiwas, Desembocadura de la Cruz de Río Grande et La Cruz de Río Grande qui sont gérées par le diocèse de Siuna. La superficie de son territoire est de 19 964 km2 divisé en 11 paroisses. L'évêché est à Bluefields où se trouve la cathédrale de Notre-Dame du Rosaire

## Histoire
Le vicariat apostolique de Bluefields est érigé le 2 décembre 1913 par la bulle Quum iuxta apostolicum effatum du pape Pie X en prenant sur le territoire du diocèse de León en Nicaragua.
Le 30 novembre 2017, il est élevé au rang de diocèse par la constitution apostolique Ad totius Dominici du pape François ; dans le même temps, il cède une partie de son territoire pour l'érection du diocèse de Siuna. 

## Évêques
- Agustín José Bernaus y Serra, O.F.M.Cap (1913-1930)
- Juan Solá y Farrell, O.F.M.Cap (1931-1942)
- Matteo Aloisio Niedhammer y Yaeckle, O.F.M.Cap (1943-1970)
- Salvador Albert Schlaefer Berg, O.F.M.Cap (1970-1993)
- Pablo Ervin Schmitz Simon, O.F.M.Cap (1994-2020)
- Francisco José Tigerino Dávila (2020- )